# لطفي العبدلي
لطفي العبدلي  (ولد في 14 مارس 1970 بمدينة تونس) ممثل هزلي وإعلامي تونسي، شارك في العديد من الأفلام والمسلسلات والبرامج. تحصل على جائزة أفضل ممثل في أيام قرطاج السينمائية عام 2006 لأدائه في فيلم آخر فيلم لنوري بوزيد.

## الحياة الشخصية
لطفي العبدلي متزوج بإيناس مزالي أستاذة التاريخ المعاصر بجامعة منوبة، وهي ابنة طبيب وحفيدة محمد مزالي وفتحية مزالي اللذان لعبا دورا هاما في الحياة السياسية بالبلاد التونسية في أواخر القرن ال20 حيث تقلد كل منهما دور وزير في تلك الفترة. ولديه طفلان.

## أعماله

### الأفلام

#### الأفلام الطويلة
- كول التراب لنضال شطا عام 1998.
- عرائس الطين للنوري بوزيد عام 2002.
- الشمس المفتولة لعبد الكريم بهلول عام 2002: زين
- دار الناس لمحمد دمق عام 2003.
- باب العرش لمختار العجيمي عام 2006: سامي
- آخر فيلم للنوري بوزيد عام 2006.
- مايكينغ أوف للنوري بوزيد عام 2006: بهتة
- تتويج الرجل لجاك مالاتار عام 2007
- المدينة لكيم نجوين عام 2010: صوفيك
- نهاية ديسمبر لمعز كمون عام 2010: سفيان
- المتسلل لجياكومو باتياتو عام 2011: حمزة
- دائما براندو لرضا الباهي عام 2011: شخصيته الحقيقية
- خنزير غزة لسيلفيان إستيبال عام 2011: رجل شرطة
- ملاحظة خاطئة لمجدي السميري عام 2012: شخصيته الحقيقية
- ما نموتش عام 2012 «ما نموتش» للنوري بوزيد: نداء إلى الحياة وحرية التفكير، الأوروميد السمعي البصري: إبراهيم
- سيمشار عام 2014 «سيمشار» لريبيكا كريمونا: سيمون
- شبابك الجنة عام 2015 لفارس نعناع: سامي
- غصرة لجميل النجار عام 2015
- نورا تحلم.

#### الأفلام المتوسطة
- ضربة جزاء للنوري بوزيد عام 2008

#### الأفلام القصيرة
- 2005: عادي (نسمة وريح) للسعد الدخيلي
- 2006: الموعد (أحلام) لسارة عبيدي
- 2006: خردة للطفي عاشور
- 2006: يجب أن أخبرهم عن أمل السماوي
- 2006: قطار قطار من توفيق بيحي
- 2008: الهروب لمحمد العجبوني
- 2009: لي أمل للمخرج جميل نجار
- 2013: أي شيء لأسمهان لحمر: باكو
- 2015: الغصرة لجميل النجار

### المسلسلات
- 1998: عشقة وحكايات لصلاح الدين الصيد: زهير
- 1999: غالية لمنصف الكاتب وجمال الدين خليف (ضيف الشرف من الحلقات من 12 إلى 15: قيس
- 2001: لم أخبرك
- 2002: فتاة الكشك لخالد البرصاوي: سلطان
- 2003: عند عزيز لحاتم بلحاج وصلاح الدين الصيد (ضيف الشرف من الحلقات من 21 إلى 24): ناموسة
- 2003: شمس وظلال لعز الدين الحرباوي: هشام
- 2004: خطى فوق السحاب لعبد اللطيف بن عمار ومحمد منجي بن طارة: عادل
- 2006: حياة وأماني لمحمد الغضبان: كمال
- 2007-2008: شوفلي حل لصلاح الدين الصيد وعبد القادر الجربي: محمد علي - ميدو
- 2008: بيت صدام لجيم أوهانلون: عبد الصمد
- 2008: صيد الريم لعلي منصور: سهيل
- 2010: كراچ ليكريك لرضا الباهي: سفيان بولون
- 2011: نجوم الليل لمهدي نصرة: مروان
- 2012: من أجل عيون كاترين لحمادي عرافة: سي عماد
- 2013-2014: هابي ناس لمجدي السميري: حسونة
- 2013-2014: كاميرا كافيه لعبد اللطيف بن عمار: دالي
- 2015-2018: بوليس لمجدي السميري: عمار
- 2015: المدرسة لكريم بن رحومة: سي بالرجب (أستاذ الفلسفة)
- 2015: حكايات تونسية لندى المازني حفيظ: سيمو
- 2015: ليلة الشك لمجدي السميري (ضيف الشرف للحلقة 16): محقق
- 2016: الرئيس لجميل النجار: نجم
- 2016-2017: فلاشباك لمراد بالشيخ: سي الصادق المحواشي
- 2018-2019: علي شورب لربيع التكالي ومديح بلعيد: علي شورب
- 2019: القضية 460 لمجدي السميري: سي لمجد - ڨلانزا
- 2019: نوبة لعبد الحميد بوشناق (ضيف شرف الحلقة 20): ابن قنوش
- 2021: الجاسوس لربيع التكالي: زياد

### المسرحيات
- 2006: برج الدلو لتوفيق العايب
- 2009: مسرحية صنع في تونس : مسرحية وان مان شو سنة 2009 للشاذلي العرفاوي
- 2015: عبدلي أفضل العروض
- 2019: عبدلي فقط 100% محرمات لربيع التكالي

### البرامج
- 1999 - 2001: شمس عليك لنجيب بلقاضي على قناة الأفق+
- 2011: ناس الكان على قناة نسمة: ضيف
- 2012: التمساح لمعز بن غربية: ضيف
- 2012: ذوق تحصل لكوثر بلحاج على قناة تونسنا: ضيف
- 2012: ستار تايم على قناة تونسنا
- 2015: كلام الناس لعلاء الشابي على قناة الحوار التونسي: ضيف
- 2015: لاباس (الموسم 6) لنوفل الورتاني على قناة التاسعة: ضيف
- 2015: سامودي ريان (هذا لا يعنيني) لأمين قارة على قناة حنبعل: ضيف
- 2016: شيش بيش على قناة التاسعة: مقدم تلفزي
- 2016: بيت القصيد لزاهي وهبي على قناة الميادين الثقافية: ضيف
- 2017: لاباس (الموسم 8) لنوفل الورتاني على قناة التاسعة
- 2017 - 2020: عبدلي شوتايم: مقدم تلفزي
- 2018: كلام الناس لعلاء الشابي: ضيف
- 2018: ثقافة مع ليانا صالح على فرانس 24 : ضيف
- 2020: بيناتنا (الحلقة 1) مع علاء الشابي على قناة الحوار التونسي
- 2021: داري دارك مع آمال السماوي (برنامج على الإنترنت) على قناة يوتيوب إبتسامة أف أم
- 2021: وحش الشاشة مع سمير الوافي على قناة التاسعة: ضيف الحلقة 27 من الموسم 3
- 2021 + 2022: عبدلي أكبر العروض على قناة قرطاج+ : مقدم تلفزي
- صيافي

### الجوائز
- 2006: جائزة أفضل تفسير ذكري / أيام قرطاج السينمائية
- 2007: أفضل ممثل في فيلم روائي طويل / مهرجان تريبيكا السينمائي
- 2007: جائزة أفضل كوميدي فيفا
- 2007: مهرجان أفلام الحب الدولي
- 2007: جائزة أفضل تفسير / فيسباكو من بوركينا
- 2007: تنويه خاص / مهرجان تطوان الدولي للسينما المتوسطية
- 2007: جائزة أفضل تفسير / مهرجان تاورمينا السينمائي
- 2007: الممثل الرئيسي / سينما موسترا دي فالنسيا
- 2007: جائزة أفضل ممثل / مسابقة آسيوية وعربية نيودلهي
- 2008: جائزة أفضل ممثل / مهرجان مسقط الدولي
- جائزة أفضل ممثل لعام 2015 عن تفسيره في فيلم حدود السماء من إخراج فارس نعناع في مهرجان دبي السينمائي الدولي الثاني عشر.
- في عامي 2015 و2016، حصل لطفي العبدلي على جائزة أفضل ممثل عن دوره في بوليس وجائزة نجمة رمضانية في جوائز رمضان، التي تمنحها موزاييك إف إم (تونس).يناير
- 2019: لطفي العبدلي فاز بجائزة المشاهير «أفضل ممثل تونسي لعام 2018»
- 2019: أحسن منشط عبر استفتاء الجمهور، مجلة سيدتي

## روابط خارجية
- لطفي العبدلي على موقع IMDb (الإنجليزية)
- لطفي العبدلي على موقع قاعدة بيانات الأفلام العربية
- لطفي العبدلي على موقع ألو سيني (الفرنسية)
- لطفي العبدلي على موقع أول موفي (الإنجليزية)
- لطفي العبدلي على موقع قاعدة بيانات الفيلم (الإنجليزية)
- لطفي العبدلي على موقع كينوبويسك (الروسية)